# Izitso
Izitso es el décimo álbum de estudio del cantautor británico Cat Stevens, publicado en abril de 1977. Después del fracaso comercial que representó Numbers, el álbum obtuvo mejores reseñas por parte de la crítica. El uso de sintetizadores le dio al álbum un estilo similar al del synthpop, que empezaba a hacerse popular en la época.

## Lista de canciones
Todas compuestas por Cat Stevens, excepto donde se indique.

### Lado A
1. "(Remember the Days of the) Old Schoolyard" – 2:44 (dueto con Elkie Brooks)
2. "Life" – 4:56
3. "Killin' Time" – 3:30
4. "Kypros" – 3:10
5. "Bonfire" – 4:10

### Lado B
1. "(I Never Wanted) To Be a Star" – 3:03
2. "Crazy" – 3:33
3. "Sweet Jamaica" – 3:31
4. "Was Dog a Doughnut?" (Stevens, Bruce Lynch, Jean Roussel) – 4:15
5. "Child for a Day" (Paul Travis, David Georgiou) – 4:23